# Kiryat Yéarim (Bible)
Pour la ville moderne, voir Kiryat-Yéarim.

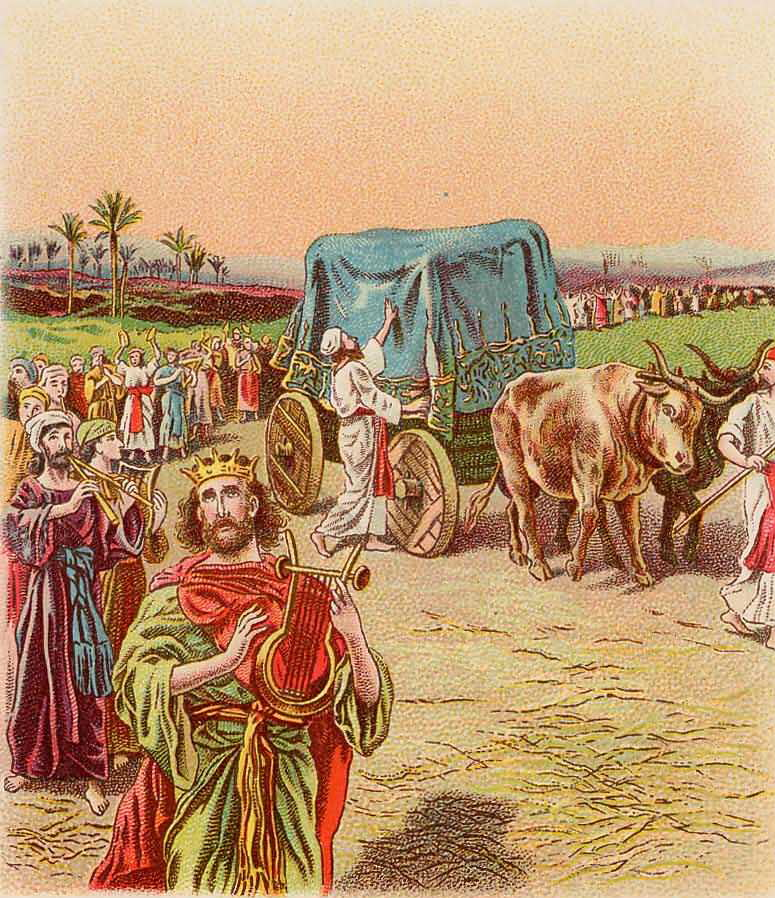
L'Arche d'alliance amenée à Jérusalem par le roi David (1896).

Kiryat Yéarim ou Kiriath Jearim (en hébreu : קִרְיַת יְעָרִים) est une ville mentionnée dans la Bible où séjourne l'Arche d'alliance avant son transfert à Jérusalem.

## Récit biblique
Selon le Livre de Josué, Kiryat Yéarim est une ville sous contrôle des Hivvites, l'une des tribus cananéennes installées dans la région (Josué 9:17). Le culte du dieu Baal y est pratiqué, d'où les autres dénominations bibliques du lieu : Baala (Josué 15:9) et Kiryat-Baala (Josué 18:15). Kiryat Yéarim est par la suite comprise dans le royaume de Juda.
Kiryat Yéarim est le dernier endroit où l'Arche d'alliance est entreposée, pendant une période de 20 ans (Premier Livre de Samuel 7:1), avant d'être conduite par le roi David à Jérusalem (Premier Livre des Chroniques 13, 5-8).
« 
1. Les gens de Kirjath-Jearim vinrent, et firent monter l'Arche de l'Éternel ; ils la conduisirent dans la maison d'Abinadab, sur la colline, et ils consacrèrent son fils Eléazar pour garder l'arche de l'Éternel.
2. Il s'était passé bien du temps depuis le jour où l'Arche avait été déposée à Kirjath-Jearim. Vingt années avaient passé.  »
Sous le règne du roi Salomon, le village sert de position stratégique, comme Gezer et Beït-Horon, dominant l'accès aux monts de Judée. Puis la ville perd progressivement de son importance. Elle est mentionnée dans le Livre de Jérémie (26:20) et le Livre de Néhémie (6:29) lors du retour de Babylone.

## Site moderne

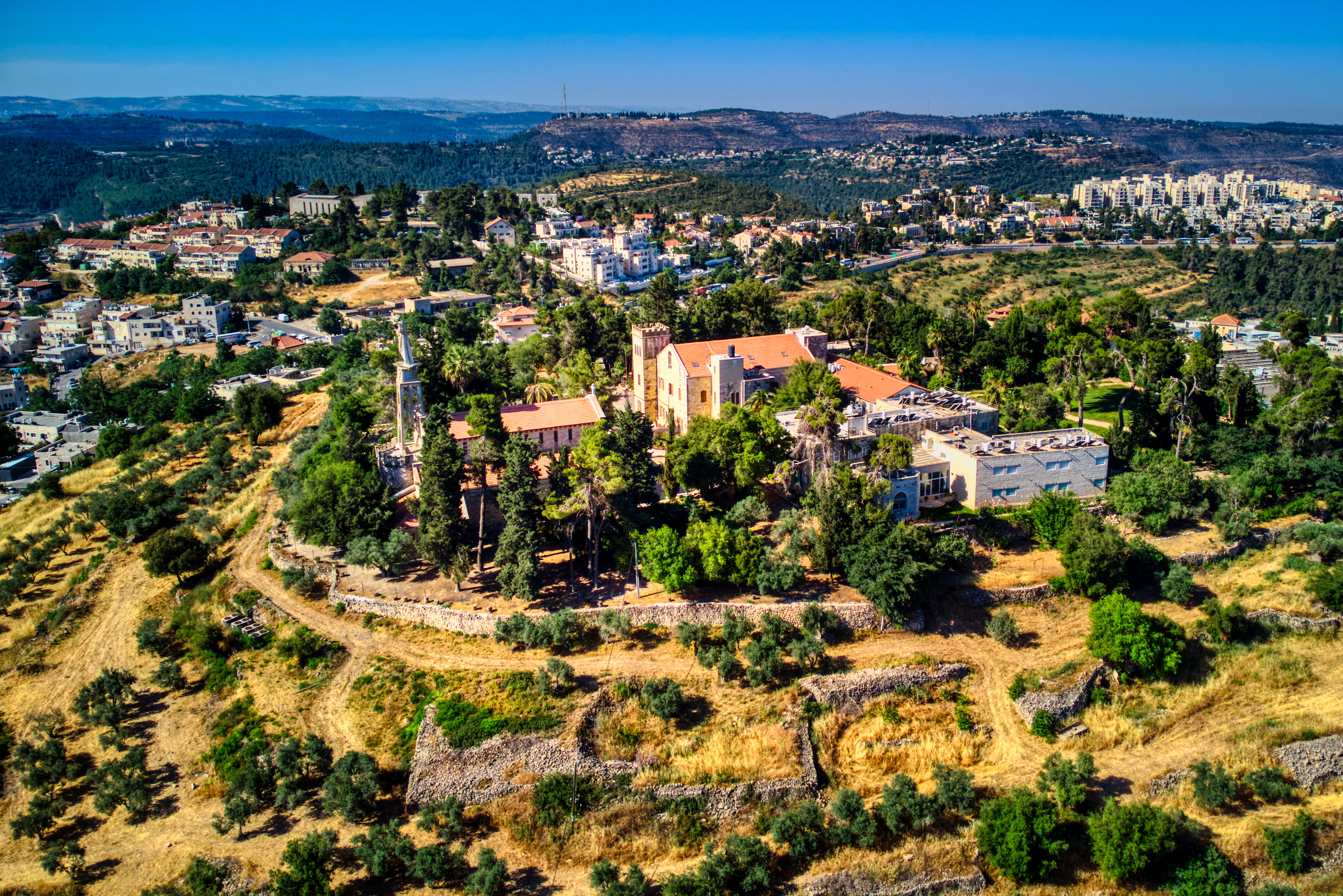
L'église Notre-Dame-de-l'Arche-d'Alliance au sommet de la colline (2022).

Du fait du séjour de l'Arche sainte sur les lieux, la colline de Kiryat-Yéarim devient lieu vénéré pour la chrétienté. Les Byzantins y construisent une église au Ve siècle, détruite par les Perses en 614. La mère supérieure de la congrégation des Sœurs de Saint-Joseph-de-l'Apparition visite ce lieu en 1901 et charge Marie-Jeanne Rumèbe, connue en religion sous le nom de Sœur Joséphine de Jérusalem, d'acquérir ce site. Sur les vestiges de ces sanctuaires formant une plateforme au sommet de la colline plantée d'oliviers, sont construits de 1920 à 1924 l'église Notre-Dame-de-l'Arche-d'Alliance et le couvent des Sœurs de Saint-Joseph-de-l'Apparition. L'église conserve des mosaïques de l'édifice byzantin découvertes en 1905 par un paysan travaillant un champ d'oliviers.
Une tradition chrétienne identifie Kiryat-Yéarim comme l'un des lieux possibles du village évangélique d'Emmaüs (du fait qu'il se trouve à une distance d'environ 60 stades, soit 12 km, de Jérusalem) et d'Anatot.
À l'été 2017, l'archéologue Israël Finkelstein (université de Tel Aviv) et les co-directeurs de fouilles Thomas Römer (Collège de France, chaire Milieux bibliques) et Christophe Nicolle (PROCLAC, UMR 7192 du CNRS) recherchent des vestiges enfouis sur cette colline. Leurs études suggèrent que l'association  de l'Arche d'alliance avec ce tell à la frontière du royaume d'Israël et du royaume vassal de Juda a lieu sous le règne de Jéroboam II (788-747 avant l'ère chrétienne), roi qui aurait voulu installer un sanctuaire frontalier. Le récit biblique étiologique du séjour de l'arche aurait ainsi pour fonction de légitimer ce sanctuaire et résulterait de la volonté de Jéroboam II d'agrandir son royaume et de l'unifier à Juda,. Une seconde campagne de fouilles a lieu en 2019,.